# Parti chrétien-national des paysans et des fermiers
 (janvier 2023).
La mise en forme du texte ne suit pas les recommandations de Wikipédia : il faut le « wikifier ».
Les points d'amélioration suivants sont les cas les plus fréquents. Le détail des points à revoir est peut-être précisé sur la page de discussion.
- Les titres sont pré-formatés par le logiciel. Ils ne sont ni en capitales, ni en gras.
- Le texte ne doit pas être écrit en capitales (les noms de famille non plus), ni en gras, ni en italique, ni en « petit »…
- Le gras n'est utilisé que pour surligner le titre de l'article dans l'introduction, une seule fois.
- L'italique est rarement utilisé : mots en langue étrangère, titres d'œuvres, noms de bateaux, etc.
- Les citations ne sont pas en italique mais en corps de texte normal. Elles sont entourées par des guillemets français : « et ».
- Les listes à puces sont à éviter, des paragraphes rédigés étant largement préférés. Les tableaux sont à réserver à la présentation de données structurées (résultats, etc.).
- Les appels de note de bas de page (petits chiffres en exposant, introduits par l'outil «  Source ») sont à placer entre la fin de phrase et le point final[comme ça].
- Les liens internes (vers d'autres articles de Wikipédia) sont à choisir avec parcimonie. Créez des liens vers des articles approfondissant le sujet. Les termes génériques sans rapport avec le sujet sont à éviter, ainsi que les répétitions de liens vers un même terme.
- Les liens externes sont à placer uniquement dans une section « Liens externes », à la fin de l'article. Ces liens sont à choisir avec parcimonie suivant les règles définies. Si un lien sert de source à l'article, son insertion dans le texte est à faire par les notes de bas de page.
- La présentation des références doit suivre les conventions bibliographiques. Il est recommandé d'utiliser les modèles {{Ouvrage}}, {{Chapitre}}, {{Article}}, {{Lien web}} et/ou {{Bibliographie}}. Le mode d'édition visuel peut mettre en forme automatiquement les références.
- Insérer une infobox (cadre d'informations à droite) n'est pas obligatoire pour parachever la mise en page.

Pour une aide détaillée, merci de consulter Aide:Wikification.
Si vous pensez que ces points ont été résolus, vous pouvez retirer ce bandeau et améliorer la mise en forme d'un autre article.
 (janvier 2023).
Le Parti chrétien-national des paysans et des fermiers (CNBL), également Landvolk, est un parti dissident allemand de la République de Weimar.
Le CNBL émerge en 1928 comme l'une des nombreuses dissidentes du DNVP dans le sillage du mouvement Landvolk-in-Not (de). Il réunit dans ses rangs aussi bien des élus sur les listes de la CNBL en 1928 que des hommes politiques modérés de ce parti, qui ont quitté le DNVP par la suite en raison de leur opposition à Alfred Hugenberg. En décembre 1929, les neuf députés de la CNBL, jusque-là non inscrits, forment au Reichstag, avec douze députés qui ont quitté le groupe parlementaire DNVP, le Groupe de travail chrétien-national au Reichstag. Ses membres ne se sentent représentés ni par la direction du DNVP dirigée par Hugenberg, ni par les grands agriculteurs de l'Est de l'Elbe.
Sur le plan programmatique, le parti chrétien-national est un parti d'intérêt pour la population rurale protestante. Contrairement au DNVP, la CNBL représente plutôt les petits et moyens paysans et obtient le plus grand nombre d'électeurs pendant la crise paysanne à l'échelle du Reich et les révoltes paysannes dans le Schleswig-Holstein en 1930. Le succès électoral relatif mais unique de 1930 est clairement dû aussi à la sécession du DNVP. En 1928, la CNBL a obtenu neuf sièges au Reichstag avec près de 600.000 électeurs. En 1930, rebaptisé entre-temps "Parti des fermiers allemands" (l'ancien nom du parti étant généralement ajouté entre parenthèses) et enrichi de quelques dissidents du DNVP, il obtient 1,1 million de voix (= 3,2 %), ce qui lui permet d'avoir 19 députés au Reichstag. Au niveau régional, il obtient des résultats remarquables : dans les régions rurales et protestantes de la Haute et de la Moyenne-Franconie, il hérite brièvement du DNVP radicalisé et devient le parti le plus fort dans dix arrondissements (à l'époque, des bureaux de district). Mais en 1932, il perd presque tous ses électeurs au profit du NSDAP.
Avec Martin Schiele (ministre de l'Alimentation du Reich 1930-1932) et - dans le second cabinet - Hans Schlange-Schöningen (ministre du Reich 1931-1932 sans portefeuille et commissaire du Reich à l'aide orientale), le parti dont les 19 députés jouent initialement un rôle important dans la situation précaire de la majorité au Reichstag, dans les cabinets présidentiels de Heinrich Brüning une part qui va au-delà de leur représentation quantitative.
En juillet 1932, alors que les paysans ne recueille plus que 0,2 % des suffrages exprimés valables avec environ 91.000 voix, ce qui représente une perte d'environ 90 % de l'électorat, le parti a encore un député au Reichstag. Lors des élections de novembre 1932, le nombre de suffrages est à nouveau divisé par deux : 46 000 voix (= 0,1 %) ne suffisent plus pour un siège. Le parti ne se présente pas à nouveau aux élections du Reichstag de 1933.
Les présidents du parti sont Erwin Baum (de) (1928-1930), Ernst Höfer (de) (1930-1931) et Wolfgang von Hauenschild-Tscheidt (1931-1933).
Certains de ses protagonistes, dont Schlange-Schöningen, s'engagent dans la CDU après 1945. Les nouvelles constitutions d'un parti populaire rural échouent aux élections (1950 en Hesse (de) et 1955 en Rhénanie-Palatinat (de)).